# Sida (botânica)
- Commons
- Wikispecies

Sida L. é um gênero botânico inserido na família das Malvaceae. Sida é um antigo nome grego, talvez próprio feminino, que Lineu usou, em 1735, para designar tal gênero. Compreende cerca de 200 espécies espalhadas pelo mundo, muito presentes em regiões temperadas e subtropicais das Américas, África, Ásia e Austrália. No Brasil são, popularmente, chamadas de guanxuma ou vassoura, apesar de que tais nomes populares também sejam empregados em outras espécies malváceas e, até mesmo, de outras famílias. Atualmente, há algumas espécies de Sida transferidas para outros gêneros, como Sidastrum e outros.
No Brasil há muitas Sida nativas, todas consideradas infestantes, devido à alta agressividade, e com pouco ou nenhum valor comercial, apesar de algumas serem utilizadas na fitoterapia popular ou substituirem a juta na confecção de cordas e sacos de aniagem, devido às fibras resistentes (contudo há baixo rendimento). Na década de 30, na Índia foi estimulada a produção de Sida rhombifolia L. para a obtenção de fibras.
Algumas são rústicas, outras preferem solos férteis.

## Informações Botânicas
São ervas ou subarbustos sublenhosos, com folhas simples, inteiras, alternas e com estípulas. Se caracterizam por não possuirem epicálices (com raríssimas exceções).
Cálices 10-costados na base e 5-lobados na parte superior, sendo os lobo em forma de cunha e as nervuras primárias mais destacadas, juntando-se na base.
Ovários com 5 ou mais mericarpos, cada um com um óvulo pêndulo; mericarpos diferenciados em 2 partes, a inferior indeiscente, onde está a semente, e a superior, normalmente com 2 aristas ou birostrada; paredes laterais geralmente reticuladas na parte inferior e lisas na superior. Os carpídios trígonos, deiscentes na maturação, são livres, duros, de dorso convexo, geralmente com 2 aristas e o eixo de inserção persistente na maturação.

## Espécies
O gênero Sida possui 156 espécies reconhecidas atualmente.
- Sida abutifolia Mill.
- Sida abutilifolia Mill.
- Sida acuta Burm.f.
- Sida acutifolia Steud.
- Sida aggregata C.Presl
- Sida alamosana S. Watson
- Sida albiflora (Chodat & Hassl.) Krapov.
- Sida amatlanensis Sessé & Moc.
- Sida angustissima A.St.-Hil.
- Sida anodifolia Fryxell
- Sida antillensis Urb.
- Sida argentina K. Schum.
- Sida ascendens A. St.-Hil.
- Sida aurantiaca A. St.-Hil.
- Sida bakeriana Rusby ex Baker f.
- Sida barclayi Baker f.
- Sida beckii Krapov.
- Sida blepharoprion Ulbr.
- Sida boliviana Gand.
- Sida brachystemon DC.
- Sida cabreriana Krapov.
- Sida calva Fryxell
- Sida caudata A.St.-Hil. & Naudin
- Sida caulorrhiza Krapov.
- Sida centuriata Clement
- Sida cerradoensis Krap.
- Sida chapadensis K. Schum.
- Sida charpinii Krapov.
- Sida chinensis Retz.
- Sida chrysantha Ulbr.
- Sida ciliaris L.
- Sida confusa Hassl.
- Sida coradinii Krapov.
- Sida cordata (Burm.f.) Borss.Waalk.
- Sida cordifolia L.
- Sida cordifolioides K.M. Feng
- Sida cristobaliana Krapov.
- Sida cuspidata (A.Robyns) Krapov.
- Sida decandra R.E. Fr.
- Sida dregei Burtt Davy
- Sida dubia A. St.-Hil.
- Sida dureana Krapov.
- Sida elliottii Torr. & A. Gray
- Sida emilei Hochr.
- Sida fallax Walp.
- Sida fastuosa Fryxell & S.D. Koch
- Sida galheirensis Ulbr.
- Sida gertiana Krapov.
- Sida glabra Mill.
- Sida glaziovii K. Schum.
- Sida glomerata Cav.
- Sida goyazensis K. Schum.
- Sida gracilipes Rusby
- Sida gracillima Hassl.
- Sida guianensis K.Schum.
- Sida haenkeana C.Presl
- Sida hassleri Hochr.
- Sida hatschbachii Krapov.
- Sida hederifolia Cav.
- Sida hermaphrodita (L.) Rusby
- Sida hibisciformis Bertol.
- Sida hirsutissima Mill.
- Sida hoepfneri Gürke ex Schinz
- Sida hyalina Fryxell
- Sida hyssopifolia C.Presl
- Sida inflexa Fernald
- Sida jamaicensis L.
- Sida jatrophioides L'Hér.
- Sida javensis Cav.
- Sida jussiaeana DC.
- Sida laciniata Bovini
- Sida ledyardii H. St. John
- Sida libenii Hauman
- Sida limensis R.E. Fr.
- Sida lindheimeri Engelm. & A. Gray
- Sida linearis Cav.
- Sida linifolia Juss. ex Cav.
- Sida lonchitis St. Hil. & Naud.
- Sida longipes A. Gray
- Sida luschnathiana Steud.
- Sida martiana A.St.-Hil.
- Sida meyeniana Walp.
- Sida michoacana Fryxell
- Sida monteiroi Krapov.
- Sida monticola Fryxell
- Sida multicrena Hochr.
- Sida mysorensis Wight & Arn.
- Sida nelsonii H.St.John
- Sida nemorensis Mart. ex Colla
- Sida neomexicana A. Gray
- Sida nesogena I.M. Johnst.
- Sida oligandra K. Schum.
- Sida orientalis Cav.
- Sida ovalis Kostel.
- Sida ovata Forssk.
- Sida ovota Forssk.
- Sida pakistanica Abedin
- Sida palmata Cav.
- Sida paradoxa Rodrigo
- Sida parvifolia DC.
- Sida pedersenii Krapov.
- Sida petropolitana Monteiro
- Sida pires-blackii Monteiro
- Sida plumosa Cav.
- Sida poeppigiana (K.Schum.) Fryxell
- Sida potentilloides A. St.-Hil.
- Sida potosina Brandegee
- Sida pritzeliana Domin
- Sida prolifica Fryxell & S.D. Koch
- Sida pseudocordifolia Hochr.
- Sida pseudocymbalaria Hassl.
- Sida quinquevalvacea J.L. Liu
- Sida regnellii R.E. Fr.
- Sida reitzii Krapov.
- Sida repens Dombey ex Cav.
- Sida rhombifolia L.
- Sida rigida (G.Don) D.Dietr.
- Sida rivulicola Ulbr.
- Sida rodrigoi Monteiro
- Sida rubifolia A. St.-Hil.
- Sida rufescens A.St.-Hil.
- Sida ruizii Ulbr.
- Sida rupo Ulbr.
- Sida rzedowskii Fryxell
- Sida salviifolia C.Presl
- Sida sampaiana Monteiro
- Sida santaremensis Monteiro
- Sida schimperiana Hochst. ex A. Rich.
- Sida schininii Krapov.
- Sida schumanniana Krapov.
- Sida serrata Willd. ex Spreng.
- Sida serratifolia R. Wilczek & Steyaert
- Sida setosa Mart. ex Colla
- Sida spinosa L.
- Sida subcordata Span.
- Sida subcuneata A. St.-Hil.
- Sida surumuensis Ulbr.
- Sida szechuensis Matsuda
- Sida tenuicarpa Vollesen
- Sida ternata L. f.
- Sida tobatiensis Ulbr.
- Sida tragiifolia A. Gray
- Sida tuberculata R.E.Fr.
- Sida turneroides Standl.
- Sida ulei Ulbr.
- Sida urens L.
- Sida vagans Krapov.
- Sida vallsii Krapov.
- Sida variegata (Griseb.) Krapov.
- Sida vespertina Ekman
- Sida viarum A.St.-Hil.
- Sida weberbaueri Ulbr.
- Sida wingfieldii (Fryxell) Dorr
- Sida xanti A. Gray
- Sida yungasensis Krapov.
- Sida yunnanensis S.Y. Hu